# Оронім
Оро́нім — вид топоніма: власна назва будь-якого об'єкта рельєфу земної поверхні — гора, гірський хребет, горб, яр, впадина, ущелина, долина тощо.
Мотивацією для назви ороніма може бути низка ознак. Переважно це розмір, форма, колір об'єкта, наявність рослинності тощо. Для прикладу: Чорні гори та Білі гори в Карпатах, гора Звивиста в Тернопільській області, численні Лисі горби, кургани, гори.